# Каменский музыкальный колледж
Ка́менский музыка́льный ко́лледж (укр. Ка́м'янский музи́чний ко́ледж) — среднее специальное музыкальное учебное заведение в г. Каменское (Днепропетровская область, Украина). Создано 17 июля 1967 года приказом Министерства культуры УССР.

## История
За 40 лет существования училища, а ныне колледжа подготовлено около 3000 специалистов по специализациям «фортепиано», «оркестровые струнные инструменты», «оркестровые духовые и ударные инструменты», «народные инструменты», «хоровое дирижирование», «вокал». Выпускники колледжа обучаются и работают в ведущих музыкальных коллективах Украины и за рубежом, в учебных заведениях всех уровней. Благодаря выпускникам колледж  стал известным не только на Украине, но и за её пределами — в Германии, Бельгии, Польше, Китае, США, Канаде, Израиле, Корее, России, Белоруссии.
Удалось сохранить материально-техническую базу: колледж имеет концертный зал на 500 мест, спортивный зал, библиотеку с читальным залом, хорошо укомплектованную фонотеку и видеотеку, компьютерный класс.
На базе колледжа раз в два года проходит областной детско-юношеский конкурс «Музыкальный калейдоскоп», а также ежегодные открытые городские конкурсы музыкального мастерства.

### Переименование.
В 2015 году училище переименовано в коммунальное высшее учебное заведение "Днепродзержинский музыкальный колледж" Днепропетровского областного совета.

## Известные выпускники
Вот далеко не полный список «звёздных» выпускников, коими гордится училище:
- А. Швачка — заслуженная артистка Украины, солистка Национальной оперы Украины (меццо-сопрано), лауреат и дипломант многих международных конкурсов;
- О. Ус — заслуженная артистка Украины, солистка Днепропетровского театра оперы и балета, доцент Национальной академии искусств (Киев);
- С. Топоренко — преподаватель Национальной музыкальной академии, артист Государственного камерного ансамбля «Киевские солисты» (скрипка);
- Д. Логвин — заслуженный деятель искусств Украины, дирижёр Днепропетровского камерного оркестра «Времена года»;
- Т. Краснова-Пименова — солистка Национальной оперы Украины;
- А. Коденко — дирижёр оркестра Мюнхенской филармонии;
- С. Носуля — солист симфонического оркестра Большого театра (Москва);
- Л. Колосветова — солистка Национального симфонического оркестра Израиля;
- А. Воеводин — солист муниципального оркестра г. Сеула (Южная Корея).

## Руководство
Директора училища:
- 1967 — Г. В. Иванова
- 1979 — Н. П. Морозова
- 1982 — Ю. М. Новиков
- 2004 — И. В. Великодная, работает в училище с 1991 года.